# Be-Ge Hockey Center
Be-Ge Hockey Center – kryte lodowisko w Oskarshamn, w Szwecji. Zostało otwarte 10 listopada 1974 roku. Pojemność areny wynosi 3275 widzów (z czego 1620 miejsc jest siedzących). Swoje spotkania na obiekcie rozgrywają hokeiści klubu IK Oskarshamn.
Lodowisko zostało otwarte 10 listopada 1974 roku. W 2004 roku obiekt został gruntownie zmodernizowany. Od 2015 roku, w związku z umową sponsorską, hala nosi nazwę „Be-Ge Hockey Center”. W 2019 roku hokeiści IK Oskarshamn wywalczyli historyczny awans do rozgrywek SHL. W hali grywała także hokejowa reprezentacja Szwecji. Lodowisko jest częścią kompleksu sportowego „Arena Oskarshamn”.